# Helaletes
Helaletes és un gènere extint de mamífers perissodàctils de la família dels helalètids que visqueren a Àsia i Nord-amèrica durant l'Eocè, fa entre 40,4 i 55,8 milions d'anys. Se n'han trobat restes fòssils als Estats Units, el Kazakhstan i la Xina. Les espècies d'aquest grup eren parents dels tapirs d'avui en dia. De fet, en les seves dents ja es poden observar les adaptacions a la dieta folívora que encara segueixen els tapirs. Eren perissodàctils menuts i de gran agilitat que, tot i la seva proximitat evolutiva als tapirs, haurien recordat un cavall petit.